# 广东迎宾馆
广东迎宾馆位于廣東省广州市解放北路603号，是广州市中心唯一一家园林式四星级酒店。

## 历史

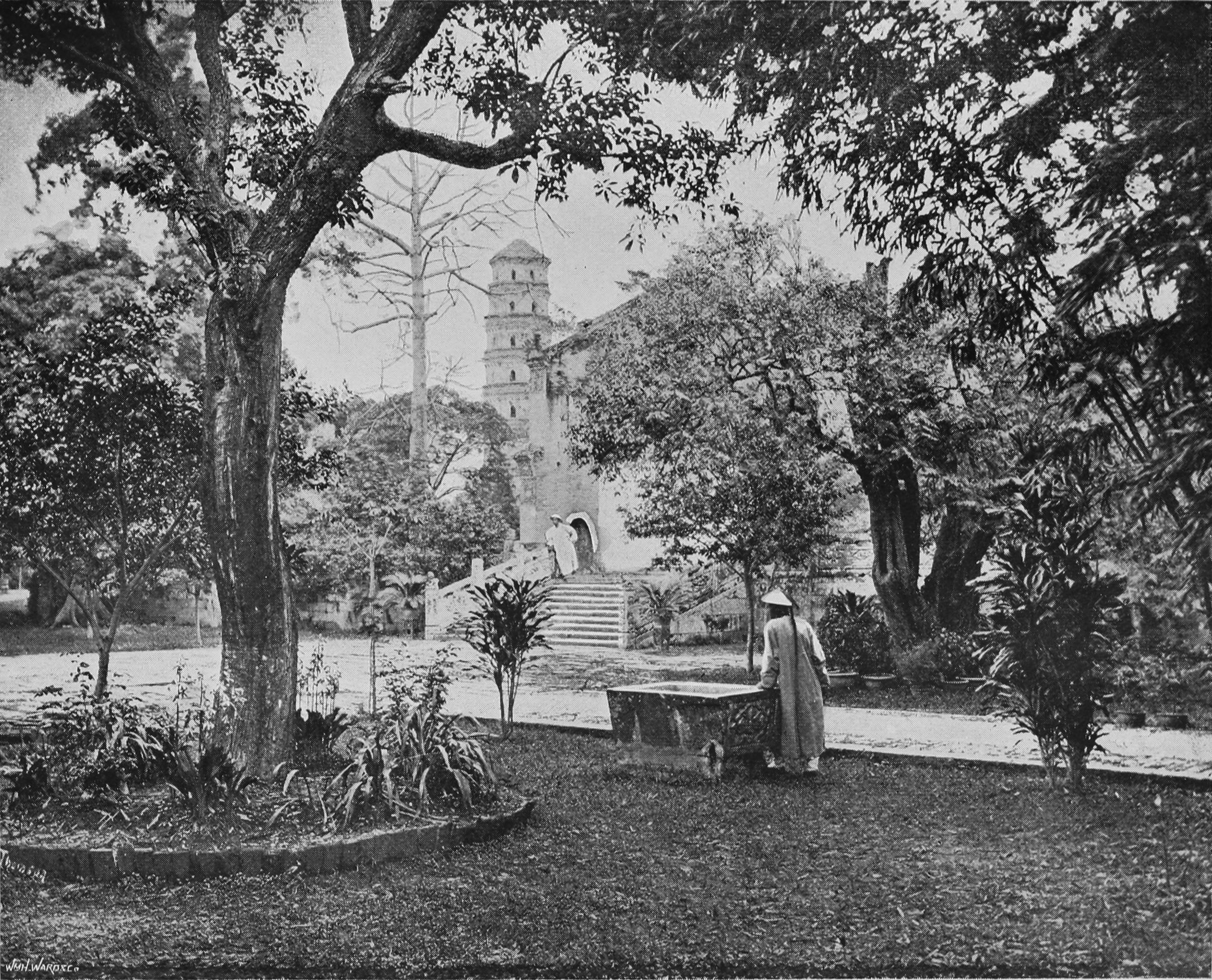
1873年的英國大使館時期的迎賓館內景，遠處為六榕塔，花園中的石欄河仍存。

据史籍记载南海郡尉任嚣逝世后，在此处建任嚣庙；南梁大同三年（537年）建宝庄严寺；北宋端拱二年（989年）改为净慧寺；明朝洪武六年（1373年）改为提督府；清朝顺治九年（1652年）耿继茂建靖南王府；十六年（1659年）为尚可喜的王府后苑；康熙二十一年（1682年）王永誉建将军府；咸丰十一年（1861年）部份范围被英国强占为领事馆。1928年收回英国领事馆，改为净慧公园。1931年修建为别墅，始称兰园迎宾馆。民國22年（1933年），公園北部建迎賓館，接待軍政要員。 
1949年2月5日，中华民国行政院从南京迁往广州，北楼曾作为总统官邸和总统府（李宗仁代总统居住和办公）。10月14日中国人民解放军攻占广州后，军管会进驻宾馆。后华南军管会、广东省人民政府交际处及其招待所、广东省教育厅曾驻此。其中1952年在此成立華南分局行政處招待組，當時有10多套客房，1953年改為廣東省交際處第三招待所。1956年更名為廣東迎賓館，郭沫若為其題名。
1984年对外开放，1994年被国家旅游局评为四星级宾馆，1998年进行大规模装修。其一直是广东省人民政府的接待宾馆，曾接待过毛泽东、周恩来、邓小平、董必武、李富春、黃敬、伏羅希洛夫、金日成、胡志明、西哈努克、尼克松、基辛格等中外政要。

## 建築

### 概況
占地面积5.75万平方米，建筑面积3万平方米，有大楼四幢，分别为：净慧楼、六榕楼、碧海楼和白云楼，其中淨慧樓、六榕樓和碧海樓均被廣州市政府列入近代、現代優秀建築群體保護名錄（省教育廳舊樓和六榕樓、碧海樓後被列為廣州市歷史建築）。馆内绿树成荫，有“闹市中之绿洲”之称。有客房近400间，还有餐厅、商场、银行、美容院、健身房、歌舞厅等。
- 六榕楼：1961 年由著名建築師林克明設計，採用了典型的民族復興式建築風格，較多有借鑒北方官式建築樣式。立面採用傳統三段式的處理手法。現為國家電力監管委員會南方監管局辦公樓[4]。
- 净慧楼：樓名得于原淨慧寺，採用典型的民族復興式手法，外廊式，坡屋頂，蝦弓梁、兩跳華栱、欄板樣式、琉璃瓦面與脊飾等都具有濃厚的地域傳統建築色彩[5]。
- 碧海楼：舊名西班牙別墅，原為 1949 年李宗仁任代總統時住地。現主體建築建成於1960 年代，由廣州市設計院工程師石莊負責主持設計。高 4 層，同為民族復興式風格[6]。

## 古蹟
廣東迎賓館館址內歷代建築多為王官府第式古老建築風格。明朝初年任囂廟改建提督府行台。明天順年間總督兩廣都禦史葉盛在提督府內建正堂。成化三年韓雍在正堂東建運籌亭，西建喜雨堂。萬曆二十五年程大科又辟其左建壯猷堂。
在館區南側留存原清代廣州將軍府後苑石欄河，民國廣東省教育廳舊樓就位於其南邊。
而館區北邊碧海楼前的山崗上，原有休憩亭廊，內有故秦南海尉任君墓碑，端州梁俊生刻石，為1936年6月時廣東省教育廳廳長黃麟書先生考證與撰碑文，記載任囂墓考證過程。2017年園林場地翻新，風貌完全改變，原安放石碑的亭廊消失，石碑被單獨置於大榕樹下。

## 公共交通
- 地鐵：
  - █1号线█2号线：公园前站，
  - █2号线：纪念堂站
- 巴士：迎宾馆站：經停：5，29，74，87，124，180，209，244&244a，253，273，519；高峰快線40。